# Neuvy-sur-Barangeon
Neuvy-sur-Barangeon è un comune francese di 1 310 abitanti situato nel dipartimento del Cher, nella regione del Centro-Valle della Loira.

## Società

### Evoluzione demografica
Abitanti censiti